# Loryc
Loryc fou una marca mallorquina d'automòbils, fabricats per l'empresa Lacy, Ouvrard, Ribas y Cía a Palma entre 1920 i 1923. Fundada el gener de 1920 a Palma per Rafael de Lacy, Antoni Ribas, Albert Ouvrard i Ferran Alzamora, l'empresa tenia la seu social al carrer dels Àngels i els tallers inicialment a l'avinguda d'Estanislau i Figueres (actualment, Gabriel Alomar i Villalonga) i, més tard, a l'Aigua Dolça de Palma.
El 2014, l'empresari alemany establert a Mallorca Charly Bosch va fer renéixer la històrica marca el 2015, ara amb el nom de Loryc Electric, amb la intenció de fabricar-hi vehicles elèctrics destinats al mercat de lloguer.

## Història

### Els fundadors
Tres dels fundadors de Loryc eren palmesans: Rafael de Lacy, comerciant i representant a l'illa de la marca belga d'automòbils Minerva, Antoni Ribas (1887-1957), industrial afeccionat als esports i transportista naval, i Ferran Alzamora (1868-1947), conegut empresari que arribà a presidir el Foment del Turisme de Mallorca (1919-1925) i adquirí una gran part d'allò que acabaria esdevenint la Platja de Palma. El quart fundador, Albert Ouvrard, era un tècnic francès de Renault que s'havia establert a Mallorca per motius no aclarits. El 1927, quan Loryc liquidà la resta del seus actius, Ouvrard tornà a França.
Antoni Ribas i Rafael de Lacy ja es coneixien d'abans de Loryc, ja que al seu temps havien estat pioners de l'automoció mallorquina: a banda de tenir la representació de Talleres Hereter per a l'illa, varen ser els primers a importar-hi transports mecànics (concretament, autocamions de la marca francesa De Dion). El 1920 entraren en contacte amb Albert Ouvrard i tots tres decidiren d'associar-se per a dedicar-se a la fabricació dels seus propis automòbils.

### Naixement de Loryc

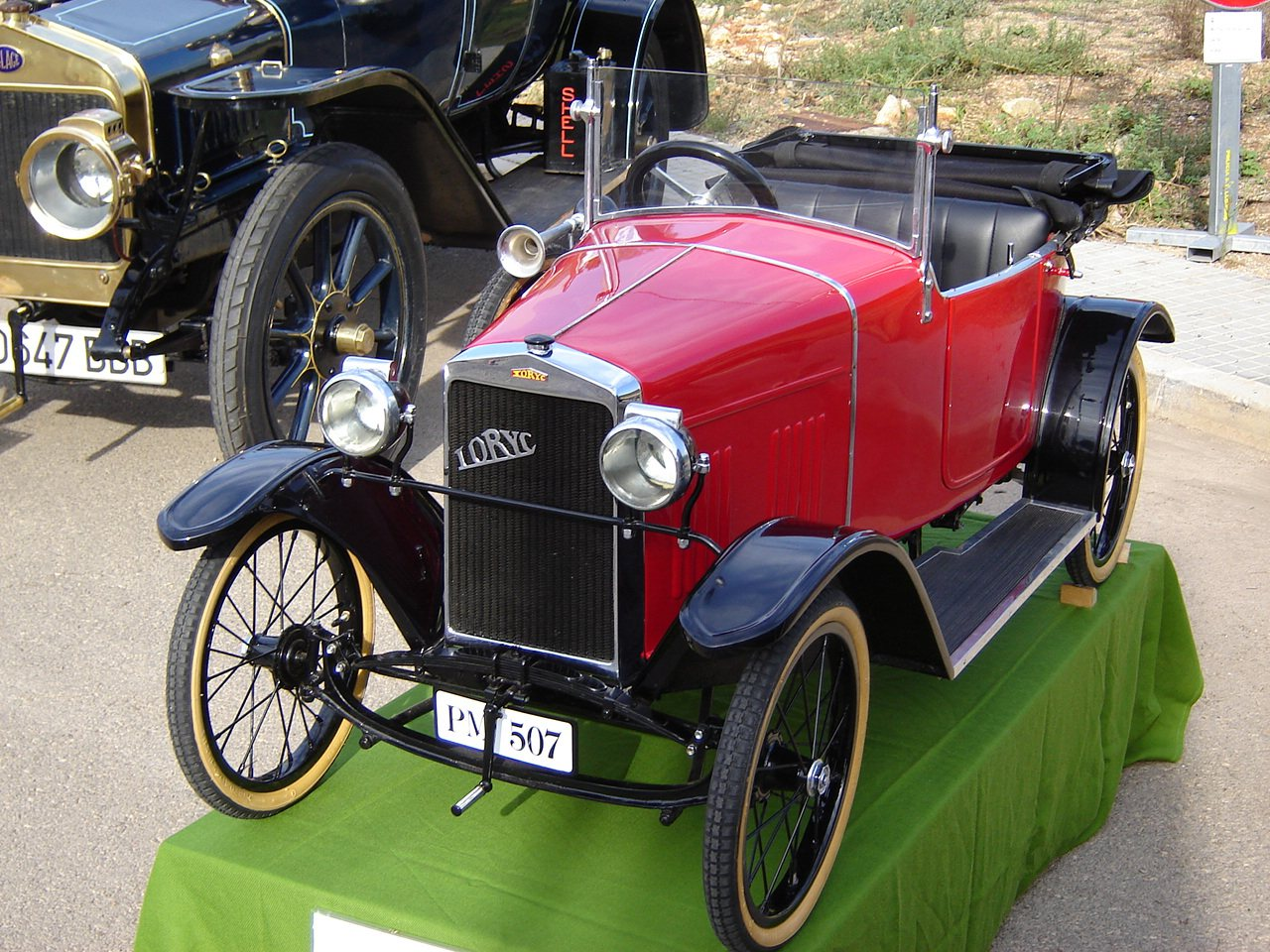
Reproducció d'un Loryc de 1921

El 12 de gener de 1920 es constituí la societat Lacy, Ribas y Compañía, Sociedad en Comandita, amb un capital inicial de 50.000 pts i de seguida va començar la seva activitat. Entre els objectius de l'empresa s'hi incloïen la indústria dels transports, la reparació de vehicles mecànics i la fabricació de maquinària agrícola, de manera que mentre iniciava la producció de cotxes els seus tallers es dedicaren també al muntatge de motocicletes Harley Davidson. La primera fàbrica es va instal·lar a l'actual avinguda Gabriel Alomar i Villalonga de Palma. Aquell mateix any començaren les seves activitats tot construint sota llicència cotxes de la marca francesa EHP. Aviat varen nacionalitzar tota la producció tret dels motors, procedents de tres cases franceses (EHP, Rubby i SCAP).
L'empresa començà amb bon peu i aviat ja tenia més de 60 treballadors. El primer Loryc matriculat, amb el número de placa PM-507, fou un "torpede" -a l'estil de l'Hispano-Suiza- venut el novembre de 1921. Era un cotxe d'acer embotit i amb mecanisme de frenada només per a les rodes del darrere. Poc després va aparèixer el model que es va conèixer amb el sobrenom de "sardina", un esportiu biplaça descobert amb carrosseria d'alumini i línia allargada. Després va sortir un triplaça també descapotable i, més tard, començà la producció de models coberts. Com a pistes de proves per als seus models, Loryc feia servir les rectes de la carretera de Llucmajor a Palma i la de la carretera de Sóller, entre Son Sardina i Bunyola.
El setembre de 1922, l'empresa es transformà en societat anònima, adoptà el nom definitiu (Lacy, Ouvrard, Ribas y Cía) i amplià el capital a 751.000 pts. Les noves inversions es destinaren a ampliar els mitjans de producció i la fàbrica es traslladà a uns terrenys de l'Aigua Dolça (popularment, s'Aigo Dolça), una part dels quals els ocupa actualment l'Hotel Palas Atenea. Al mateix temps, es constituí un consell d'administració format per nou accionistes majoritaris i es nomenà Albert Ouvrard director industrial.
En aquella època, l'empresa podia construir un vehicle al dia. Durant els seus dos primers anys d'existència, Loryc va aconseguir vendre ràpidament tota la seva producció i es va situar en el cinquè lloc de volum de vendes entre més de 150 marques diferents.

### La fi de l'empresa

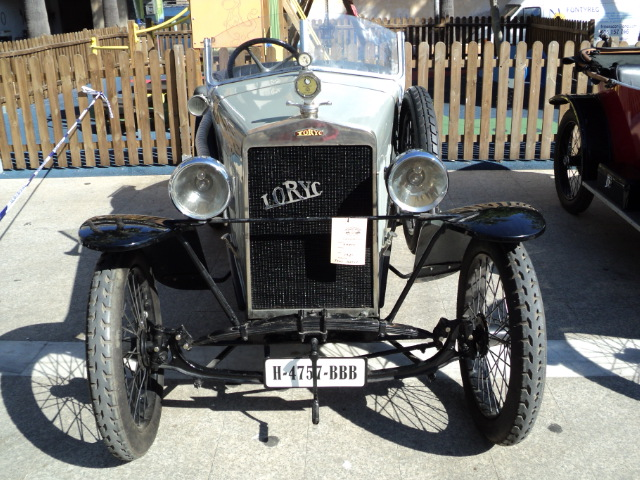
Frontal d'un Loryc de 1921

El 1922, Loryc assistí a la II Exposició Internacional de l'Automòbil de Barcelona, on obtingué una bona acollida. Malgrat tot, la publicació aquell mateix any del Reial Decret de 22/4/1922 (pel qual s'alliberava de càrregues duaneres els cotxes d'importació i es multiplicaven els aranzels dels components d'automoció) va ocasionar seriosos problemes a l'empresa. A banda de l'increment del cost dels materials necessaris, aquests eren retinguts fins a tres mesos a les duanes. En un intent de supervivència, l'empresa va rebaixar el preu dels seus cotxes fins a les 5.000 pts, per sota dels costos de producció, però ni tan sols així podia lluitar contra la competència (un Citroën 5 CV costava aleshores 4.500 pts).
El 1923, Loryc tancà la fàbrica. La societat va subsistir tot dedicant-se a la importació dels EHP francesos, fins que el febrer de 1925 es va dissoldre. El 1927, es vengueren els seus terrenys a l'Aigua Dolça, Albert Ouvrard retornà a França i els tallers i les peces fabricades passaren a l'empresa dels germans Darder. Aquesta societat encara muntà 29 unitats més de Loryc fins al 1929.
Es calcula que Loryc va arribar a fabricar prop d'un centenar d'automòbils durant la seva existència, molts dels quals circularen a Mallorca fins ben entrades les dècades de 1940 i 1950. Fins i tot alguna unitat, transformada en furgoneta, circulà fins al decenni de 1960-1970.

## Producció

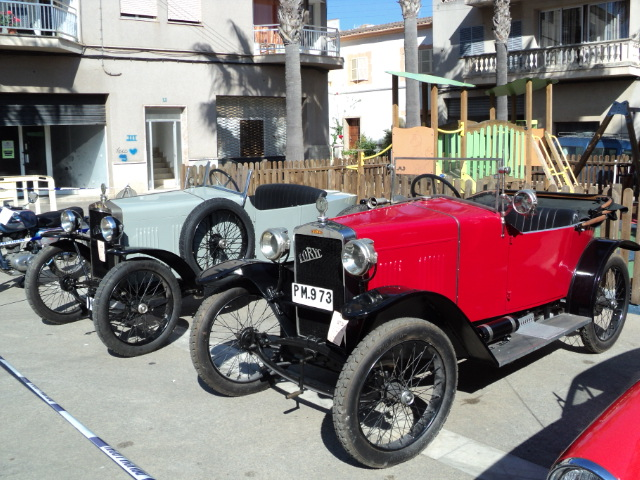
Dos Loryc de 1921

El 1920, Loryc fabricà un prototipus, el Loryc-Sardina. Més tard aparegué el model inicial de la marca, un torpede de dues places, de línia molt senzilla i bastidor d'acer. Els motors francesos que s'hi muntaven, especialment EHP, lliuraven de 5 a 6 CV i assolien velocitats de 60 a 80 km/h (mentre els prototipus destinats a la competició eren de 8, 10 i 12 CV i podien arribar als 140 km/h). El seu preu era d'unes 8.000 pts.
Durant el 1921, es matricularen a Palma 8 automòbils marca Loryc (entre els primers propietaris hi havia Emili Darder, Josep Fortuny Moragues, Rafel de Lacy, Emili Nadal i Antoni Ribas). Durant el 1922, se'n matricularen 22 més. El 1922 es produïren nous models, de tres i quatre places, i s'elaboraren carrosseries de turisme de dues i tres places, i de sedan de quatre i sis places.
El 1923 es fabricaren 25 unitats, però moltes demandes no es pogueren atendre (la demanda fou sempre superior a la producció, de tipus artesanal). Loryc esdevingué la cinquena marca amb més cotxes matriculats a les Illes Balears, 55 unitats en total. El 1924, ja a mans dels germans Darder, Loryc produí una dotzena d'unitats, el 1925 una quinzena i el 1926, una vintena. En total, Loryc fabricà 83 unitats.

## Competició

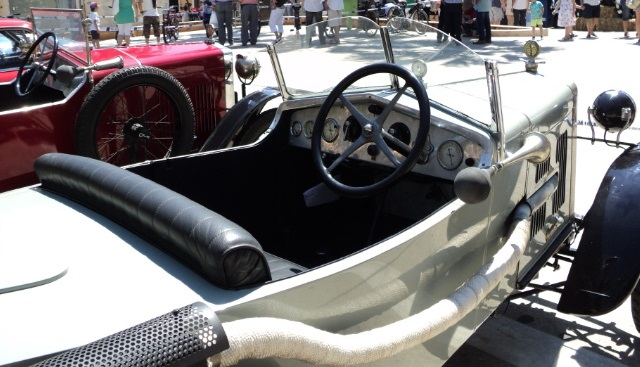
Comandaments d'un Loryc esportiu de 1921

Malgrat que els Loryc no eren ben bé cotxes esportius, ja que la filosofia de la marca era oferir un cotxe econòmic, robust, senzill i fiable, com a estratègia comercial l'empresa es va iniciar en competició, aconseguint bons resultats en proves prestigioses com ara la Volta a Catalunya, el Trofeu Armangué o la Barcelona-Saragossa-Barcelona.
Els èxits de la marca van situar l'empresa mallorquina entre les més destacades constructores d'autocicles. Per a les curses es varen construir quatre unitats d'autocicle amb carrosseria tipus "Torpede Bateau" i motors SCAP de quatre cilindres amb més de 1.000 cc i 35 CV, amb les quals els Loryc assolien els 140 km/h.
Al seu debut en competició (la IV Volta a Catalunya, el 1922) els Loryc van aconseguir els primers llocs de la seva categoria. Al Gran Premi d'autocicles de Le Mans, a França, Frick Armangué fou tercer i va marcar la volta ràpida amb un Loryc. Durant la III edició del Trofeu Armangué, el 1923, Patricio de Satrústegui fou tercer amb un Loryc després d'haver anat primer durant gran part de la cursa. Aquell mateix any, Antoni Ribas aconseguí la medalla d'or a la Barcelona-Saragossa-Barcelona.